# آنجلکو تشان
آنجلکو تشان (انگلیسی: Anđelko Tešan؛ زادهٔ ۲۱ نوامبر ۱۹۴۹) بازیکن فوتبال اهل یوگسلاوی بود.
از باشگاه‌هایی که در آن بازی کرده‌است می‌توان به باشگاه فوتبال سارایوو اشاره کرد.
وی همچنین در تیم ملی فوتبال یوگسلاوی بازی کرده‌است.